# Neuralink
Neuralink is een Amerikaans neurotechnologiebedrijf dat zich richt op de ontwikkeling van implanteerbare brain-computer interfaces (BCI's). Het bedrijf werd opgericht in 2016 door Elon Musk en een groep van zeven andere personen.

## Doelstellingen
Het primaire doel van Neuralink is het creëren van een symbiose tussen de menselijke hersenen en kunstmatige intelligentie. Dit wil men bereiken door het ontwikkelen van technologie die in staat is om hersenactiviteit te lezen en te stimuleren, waardoor directe communicatie tussen de hersenen en computers mogelijk wordt.

## Technologie
Neuralink werkt aan een implantaat dat bestaat uit ultradunne draden (threads) die in de hersenen worden geplaatst. Deze draden bevatten elektroden die hersensignalen kunnen opvangen en verzenden naar een externe processor. Het bedrijf heeft ook een robot ontwikkeld die deze draden nauwkeurig kan implanteren.

## Toepassingen
Neuralink ziet een breed scala aan mogelijke toepassingen voor zijn technologie, waaronder:
- Behandeling van neurologische aandoeningen: Het herstellen van verloren functies bij mensen met verlamming, blindheid, doofheid of andere neurologische aandoeningen.
- Verbetering van cognitieve functies: Het verbeteren van geheugen, aandacht en andere cognitieve vaardigheden.
- Directe communicatie met computers: Het mogelijk maken om gedachten en commando's rechtstreeks naar computers te sturen.

## Huidige status
Neuralink heeft verschillende prototypes van zijn technologie ontwikkeld en getest op dieren. In 2020 demonstreerde het bedrijf een varken met een Neuralink-implantaat dat in staat was om hersenactiviteit te registreren terwijl het varken aan het eten en snuffelen was. In 2021 toonde het bedrijf een aap met een implantaat die een computerspel kon spelen met alleen zijn gedachten.
Het bedrijf heeft klinische proeven op mensen uitgevoerd in de Verenigde Staten en kreeg in november 2024 toestemming om ook menselijke proeven uit te voeren in Canada.